# Ricercare
El ricercar o ricercare (del it. 'ricercare', 'buscar'; también It. 'ricercata'; Al. 'Ricercar'; Esp. 'Recercada', 'recercario'; Fr. 'Recherché') es una composición instrumental propia de los siglos XVI y XVII, aunque sus efectos y connotaciones estuvieron presentes en los siglos XVIII, XIX y XX. El verbo italiano ricercare significa “buscar” o “descubrir”. La noción general de la composición musical como proceso de búsqueda o descubrimiento está presente en el concepto que hay detrás de palabras como “troubadour” o “trouvère”, e incluso en el término “Invención” (por no hablar de la relación aparente entre los ricercares didácticos a dos voces y las invenciones de Bach).
Existen dos tipologías de ricercar
- Un tipo rapsódico con textura homofónica que carece de organización formal y de unidad temática y se caracteriza por mezclar libremente acordes con pasajes de escalas a la manera de una improvisación. Es lo que a partir de mediados de siglo XVI sería designado como tasteggiata, tastata y tocata.

- Un tipo polifónico que explota los complejos artificios contrapuntísticos y que es precursor de la fuga.

En el siglo XVI, ambos tipos aparecen frecuentemente en fuentes alemanas, españolas, francesas e inglesas tituladas respectivamente preludio, tiento, fantasía y fancy. También han servido de estudios, por lo que podemos encontrar ricercares imitativos y no imitativos diseñados como ejercicios de vocalización, o composiciones elaboradas y técnicamente difíciles para viola que muestran la técnica de elaboración de un cantus firmus. 
La función de búsqueda puede estar, por tanto, asociada bien a la elaboración de las posibilidades imitativas del sujeto o, teniendo en cuenta la función de preludio que a menudo posee el ricercar, a los lazos modales o temáticos de la intabulación, danza, motete, salmo o porción de la Misa subsiguientes (como recurso retórico, el ricercar actuaría de proemio o exordio). El propio Frescobaldi especificó que se tocaran ricercares antes de la Eucaristía, y en el siglo XVII, los ricercares podían aparecer en grupo con una toccata precedente y una canzona subsiguiente, o simplemente con una toccata, anticipando el preludio y fuga posteriores. No hay que olvidar que la palabra ricercar fue usada durante más de dos siglos, por lo que su significado fue variando con el paso del tiempo.
Precisamente, pocos autores de ricercares se atrevieron a dar una definición comprensible. Para Vincenzo Galilei (Dialogo, 1581, p. 87) era una forma de fuga, comparable en su complejidad a la forma de verso de la sestina. Para Michael Praetorius (Syntagma Musicum, III, 1618, pp. 21-22) también era imitativo, y el equivalente de la fuga. Muchos compiladores de diccionarios del XVIII y XIX mencionan su función preludial sin referirse a su connotación de fuga.
Asimismo, tuvo una gran influencia en los siglos XVI y XVII, siendo, por ejemplo, la forma dominante de la música para teclado en España y Portugal bajo el término de tiento (también figurado o contrapuntístico). En muchas de las fugas de Bach todavía pueden encontrarse vestigios del ricercar, con sus ritmos lentos y su movimiento por grados conjuntos. Pero la connotación de una pieza fugada severa (Kunstfuge) continuó hasta el siglo XIX, y fue en este sentido en el que Beethoven describió su ''Große Fuge'' op. 133 como “tantôt recherchée”. El neoclasicismo del siglo XX ha producido ricercares que evocan un significado similar. Los dos incluidos en la Cantata (1952) de Igor Stravinsky contienen cánones que se valen de la inversión, el espejo y la retrogradación.

## Ricercar homofónico
La música instrumental del siglo XVI estuvo caracterizada por la innovación, siendo Italia el lugar donde se afianzó con mayor fuerza. A los géneros tradicionales, que se siguieron cultivando, se le sumaron nuevos géneros y estilos que permitieron a la música instrumental desligarse de la música vocal y desarrollarse según sus principios. Al siglo XVI le debemos la creación de géneros como el ricercar instrumental, la tocata virtuosística para tecla, y la idea del tema y variaciones.

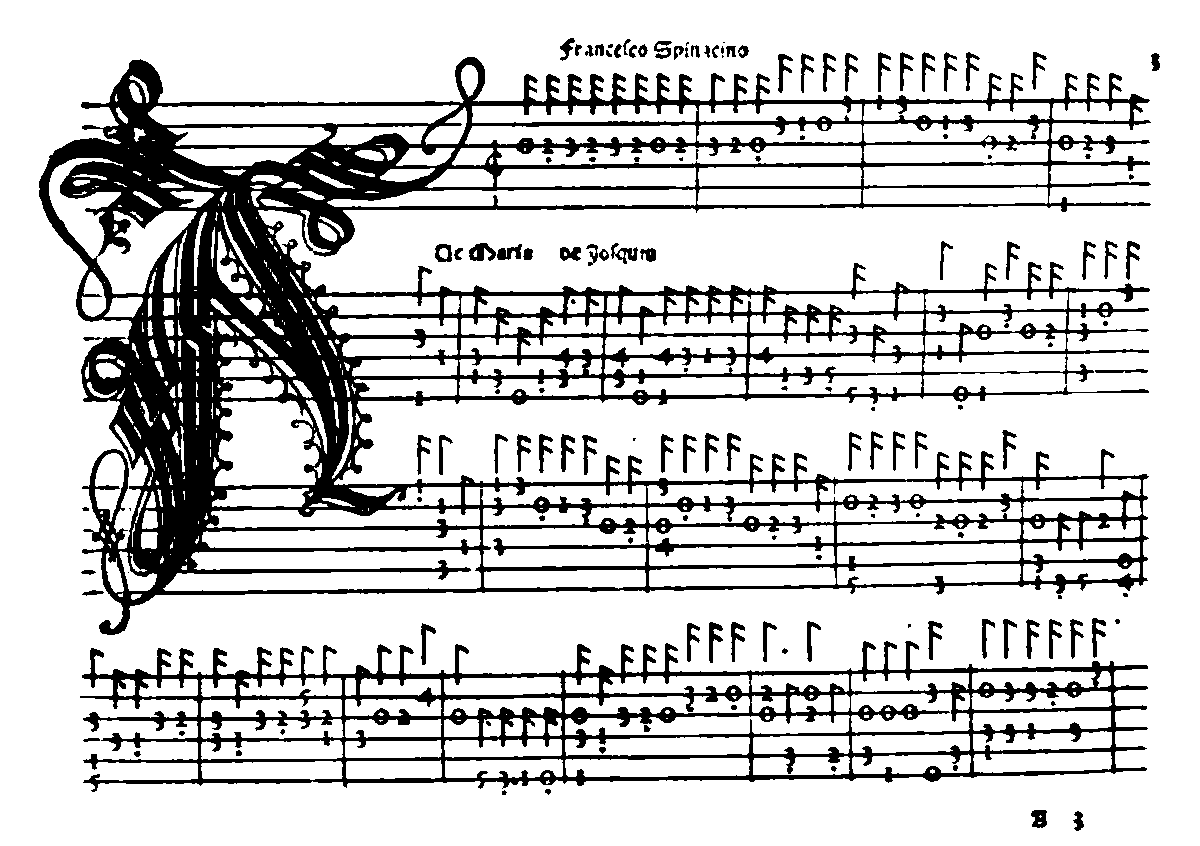
Intabulatura de lauto libro primo (Venecia, 1507), de Spinacino

Los primeros ricercares fueron publicados entre 1507 y 1509 por Ottaviano Petrucci (1466-1539), el pionero veneciano de la impresión musical. Los mismos, habían sido compuestos por los laudistas Francesco Spinacino, Joan Ambrosio Dalza y Franciscus Bossinensis. Así pues, la primera aparición del término tiene lugar en Intabulatura de lauto libro primo (Venecia, 1507), de Spinacino. De los diecisiete ricercares situados al final, dos presentan claramente función de preludio al referirse su título a dos canciones que aparecen anteriormente en el volumen (un ejemplo es Recercare de Tous Biens). Spinacino compondrá otros diez ricercares en el segundo libro, del mismo año. De esta manera, los ricercares normalmente estaban relacionados con una intabulación o danza subsiguientes, aunque algunos se tocaban entre los versos de una frottola  o las danzas de una suite, especialmente en aquellas que modulaban.
Una excepción fue J. A. Dalza y su Intabolatura de lauto libro quarto (1508). En ella, sitúa pequeñas obras llamadas “tastar de corde” antes de los ricercares “diestros”. Hubo, pues, una distinción entre ricercares que servían de “prueba” y otros de mayor entidad, más artísticos y puramente rapsódicos.
Sin embargo, todos los ricercares de las tres primeras décadas del siglo XVI se caracterizaban por carecer de organización formal y de unidad temática y mezclar libremente acordes con pasajes de escalas a la manera de una improvisación.
Hacia 1523, Marco Antonio Cavazzoni (1490-1570) transfirió el estilo preludial del ricercar del laúd a los instrumentos de teclado con Recercari, motetti, canzoni…libro primo. En este caso, dos ricercares sirven de preludios a dos transcripciones de motetes, Salve virgo y O stellamaris. Se trata de dos composiciones extensas que introducen pasajes imitativos sin que la imitación se convierta en el principio estructural de la obra. Uno de los rasgos más importantes de estos dos ricercares es la combinación de acordes con una escritura idiomática para teclado ejecutada con gran habilidad, en una textura que todavía permanece clara. 
Se inicia así una transformación del ricercar, entre 1530 y 1540, donde la imitación se introduce paulatinamente pero sin ser aún el principio rector de la obra. Una de las fuentes más importantes de música para teclado que incorpora ricercares de este estilo es el manuscrito de Castell´Arquato, que incluye uno de Jacques Brunel (organista de Ferrara entre 1532-64), cuatro de Giacomo Fogliano  y otro de Marco Antonio Cavazzoni. Entre aquellos que llevaron a cabo el cambio, también destacó Francesco Canova da Milano (1497-1543), uno de los laudistas más famosos y prolíficos de la primera mitad del siglo XVI y uno de los primeros músicos nativos italianos que gozaron de una fama verdaderamente internacional.
Después de mediados del siglo XVI, términos como tasteggiata, tastata y tocata sustituyeron a ricercar como designación para piezas de carácter improvisatorio con función de preludio. Sin embargo, el ricercar no-imitativo no muere por completo. Podemos poner como ejemplo los manuales para viola de Sylvestro di Ganassi dal Fontego y de Diego Ortiz. Usan los términos recercata y recercada respectivamente para identificar piezas ornamentadas que exploran un aspecto técnico, como las figuras semejantes a trinos, secuencias de escalas, o dobles cuerdas, bien piezas que ilustran procedimientos para adornar una línea en una obra vocal para grupo o para improvisar sobre un cantus firmus o fórmula de bajo. 
Un claro ejemplo fue la recercada segundaque compuso Diego Ortiz sobre el famoso bajo de danza “La Spagna”, contenida en su Trattado de glosas, de 1553. La secuencia de escalas y los intervalos altos parecen ser los aspectos técnicos elegidos para esta recercada en concreto.  
Esta función de “estudio” se mantuvo en el siglo XVII, como muestran los ricercares escritos en 1685 por Domenico Gabrielli y Giovanni Battista Degli Antonio para violonchelo.

## Ricercar polifónico
El origen del ricercar polifónico es incierto. Hay quien sugiere que los primeros, de mediados del siglo XVI, fueran la contraparte instrumental del motete y devinieran de él, ya que emplean todas las técnicas compositivas vocales de la generación de Josquin des Prez adaptadas a los instrumentos para los que escriben, como si fuera un motete transcrito para tecla. Es de destacar que emplean las complejidades de la escritura a cuatro voces propia de los motetes, aunque adquieren ritmos más rápidos y animados, melodías más ornamentadas y con ámbitos más amplios que éstos y una imitación no continuada del mismo tema, sino con alternancia de episodios (pasajes de escalas, secuencias armónicas, etc.). Así ocurre en las primeras obras de los laudistas Marco Dall´Aquila (1536), Francesco Canova da Milano (1536); en los ricercares para conjunto instrumental publicados en Musica nova (Venecia, 1540) de Julio Segni, Willaert, Girolamo Cavazzoni; y en los compuestos por este último para órgano y publicados en Intavolatura cioe recercari canzoni himni magnificati (1543).
En todos ellos hay un tratamiento rapsódico de la forma, por el cual podemos considerar que el ricercare polifónico devino del uso ocasional de las pequeñas imitaciones que se producían en los ricercares homofónicos, y no tanto del motete. Sea como fuere, sí podemos afirmar que la influencia vocal fue determinante, hasta el punto de que las portadas de muchos impresos indican que las obras que contienen se pueden tocar o cantar. Esta flexibilidad la encontramos en el ya mencionado Musica nova; en Recercari… da cantare et sonare d'organo et altri stromenti (Venecia, 1547) de Jacques Buus; en Fantasie et recerchari… da cantare et sonare per ogni instrumento de Giulano Tiburtino (Venecia, 1549); y en Il primo libro de ricercari a quattro voci (Venecia, 1556) de Annibale Padovano.
Esta tradición vocal se mantuvo también en el siglo XVII, con los ricercare da cantare. El Tercer libro de Claudio Merulo (1608) o Ricercari e canzoni franzese… libro primo (1619) de Antonio Cifra son ejemplos de ello. Las agrupaciones vocales también variaron, de cuatro voces a dúos (o bicinia) en estilo imitativo, con una función posiblemente didáctica, como en los Ricercari a due voci (1588) de Francesco Guami, los Motetti et ricercari (1585) de Lassus, o los Ricercari a canto e tenore de Grammatio Metallo.

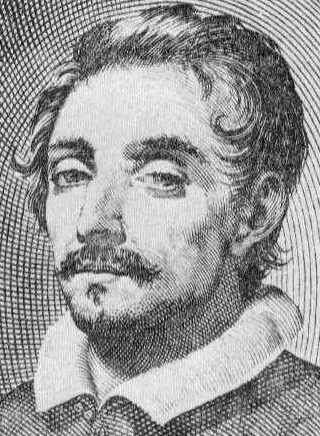
Girolamo Frescobaldi

En cuanto a las técnicas compositivas, desde que surgieron los ricercares imitativos, se fue desarrollando un lenguaje contrapuntístico más complejo, que dio lugar a la fuga. En Intabolatura d'organo di recercari (1549) de Buus es posible encontrar líneas melódicas mucho más ornamentadas que aquellas de Girolamo Cavazzoni, así como sujetos derivados del inicial, cosa que precede al ricercar monotemático. Vincenzo Galilei publicó en 1563 Intavolature de lauto… madrigali e ricercate, libro primo, que contiene 24 ricercares en todos los modos. Los ricercares para teclado de Rocco Rodio (Nápoles, 1575) y Antonio Valente (Nápoles, 1576) incluyen estructuras divididas en secciones con pasajes virtuosísticos y cromáticos, que hacen hincapié en el carácter didáctico del género. Los de Sebastián Raval (Palermo, 1596) emplean un contrapunto canónico y están escritos para grupos instrumentales más grandes, de tecla, cuerda frotada y pulsada.
Los que más emplearon el contrapunto severo son los de Andrea Gabrielli y Girolamo Frescobaldi. Los del primero (Venecia, 1589, 1595, 1596, 1605) están construidos a partir de sujetos (cinco son monotemáticos) que se tratan por aumentación, movimiento contrario y con contrasujetos. Estos recursos se aplican a los de Frescobaldi (Roma, 1615; Venecia, 1635), aunque también incorporan el tratamiento por sincopación, disminución y uso de temas cromáticos o solo por movimientos de saltos (más arriesgados). Uno de sus más conocidos es el Ricercare dopo il Credo, de su Fiori Musicali (1635).
Como vemos, en el siglo XVII los ricercare asumen todas las técnicas vocales del stile antico del Renacimiento, y así será su modelo. A partir de 1632 se dejan de componer para conjunto y se mantienen los de tecla, aunque ahora el término se emplea para referirse a “composiciones fugadas en valores largos y compás alla breve”, en compositores como Fabrizio Fontana (Roma, 1677) o Johann Jakob Froberger.
A partir del siglo XVIII el género tiende a desaparecer, en favor de la fuga. Así, el término ricercare queda relegado a una composición breve en contrapunto severo, a la manera antigua. Bach en su Ofrenda musical (1747) incluye dos ricercares, cuya función se sospecha que es la de preludios de la primera y la segunda parte de la obra. Fuera del período barroco, Beethoven tituló a su ''Große Fuge'', op. 133, “tantôt recherchée”, y Stravinsky incluyó dos en su Cantata (1952).

## Tiento
El equivalente al ricercare en los países ibéricos –España y Portugal con sus colonias en América– fue el 'tiento' o 'tento'(del verbo tentar, “probar”). Consistían en obras a cuatro voces con pasajes contrapuntísticos estrictos y homofónicos (como un motete), muchas veces a modo de preludio de otras composiciones.
Los primeros que se han conservado eran para vihuela sola, como los de Luis Milán, publicados en El maestro (1536), que en su estructura no diferían demasiado de sus fantasías formalmente, pero incorporaba elementos técnicos y expresivos (como el uso de dos dedos, o cambios de tempo) que ponían a prueba o ‘tentaban’ al instrumento. Estas técnicas eran novedosas en Europa, y de hecho se mantuvieron en otras piezas de estilo improvisatorio como fantasías, no solo tientos. Así, Alonso Mudarra (Tres libros de musica e cifra para vihuela, 1546) y Miguel de Fuenllana (Orphenica lyra, 1554) compusieron cada uno una serie de tientos en los ocho modos, que son homofónicos y sirven como preludios para otras piezas, pero también tienen función didáctica, porque llevan a la práctica los principios teóricos de cada modo. No tuvo tanta suerte el tiento Antonio de Palencia, Batalla campal entre perros y lobos (1550), para teclado, instrumentos de cuerda o viento, pues se ha perdido.
Poco después aparecieron tientos de Juan Bermudo (Declaración, 1555) y Luis Venegas de Henestrosa (Libro de cifra nueva, 1557) que son sinónimos de fantasías. Ya no son para vihuela, sino instrumentos de tecla, sobre todo órgano. Estos adoptaron la forma polifónica de los motetes, a semejanza de como había ocurrido con el ricercar. Pero el compositor más importante de tientos para órgano fue Antonio de Cabezón. Empleaban técnicas de contrapunto estricto, variaciones sobre motivos y cantus firmus, a veces incluso en una misma obra, y fueron un referente para varias generaciones de compositores. De hecho, este instrumento será el predilecto de los tientos a partir de este momento.
En el siglo XVII el primer compositor de tientos destacado es Sebastián Aguilera de Heredia (1561-1627). Compuso trece, de los cuales cinco son monotemáticos, y algunos emplean técnicas contrapuntísticas complejas, como variaciones rítmicas del tema, a semejanza de los ricercares y canzonas que por la misma época componía Frescobaldi. Aun así, siguen teniendo una sonoridad renacentista, ligada a Antonio de Cabezón, con un tratamiento de la disonancia muy estricto.
Los primeros que emplearon la nueva sonoridad barroca, con disonancias tratadas de manera más libre y ritmos irregulares fueron los de Francisco Correa de Arauxo o Araujo (1584-1654). En sus composiciones se aprecia el uso del órgano con teclado partido –característico de España y Portugal, y por el cual, del do central hacia el grave tiene una sonoridad, y hacia el agudo, otra– en que el bajo no sobrepasa el do central, de modo que se mantiene en un solo registro. Gracias a la transmisión de conocimientos de Arauxo a sus discípulos, los tientos que se compusieron durante el resto del siglo XVII mantuvieron características barrocas, sobre todo en el tratamiento no severo de la disonancia y el desarrollo temático. Uno de los discípulos más destacados fue José Jiménez o Ximénez (1601-1672), cuyos tientos incorporan pasajes imitativos contrastantes, así como gran desarrollo temático.
A finales del siglo XVII el compositor más prolífico de música para teclado fue Juan Cabanilles (1644-1712). Sus tientos –llamados falsas– siguieron las líneas compositivas de sus predecesores como Sebastián Aguilera o Arauxo, en el uso de disonancias marcadas, intervalos melódicos inusuales para la época y progresiones armónicas drásticas. Por ejemplo, su Tiento de batalla ilustra la rivalidad de varias facciones en una batalla con sus llamadas de trompeta, para lo cual desarrolla diversas frases imitativas y lleva o ‘tienta’ al órgano a su máximo registro.
En el siglo XVIII el tiento, al igual que el ricercare, fueron cayendo en desuso. Llussà y Clausells compusieron tientos plenamente tonales y con estructuras que tendían poco a poco al preludio y fuga, aunque desde 1720 se dejaron de componer hasta el siglo XX, donde aparecerían nuevamente en obras como las de Rodolfo y Cristóbal Halffter o Manuel Castillo.